# Mudoko dako
Un mudoko dako (también conocido como mudoko daka o dano mulokere) es un hombre afeminado que la sociedad langi considera que pertenece a un género diferente, aunque en su mayoría fueron tratados como mujeres entre los langi en Uganda. Los mudoko dako también se podían encontrar entre los teso y los karimoyón. El reconocimiento del mudoko dako se remonta a antes de la colonización de África.
El mudoko dako se consideraba un "estado de género alternativo" y podía casarse con hombres sin sanciones sociales. La palabra dako en lengua lango significa "mujer". En su trabajo, The Lango: A Nilotic Tribe of Uganda (1923), el antropólogo Jack Herbert Driberg describe al pueblo mudoko dako entre los Langi. Driberg describe cómo los hombres, conocidos como Jo Apele o Jo Aboich, se convierten en mudoko dako, vistiéndose a la manera de las mujeres y asumiendo los roles tradicionales de las mujeres. Driberg incluso observó a algunos mudoko dako simulando la menstruación.